# Congrégation de Notre-Dame de Charité du Bon Pasteur
Pour les articles homonymes, voir Congrégation du Bon Pasteur.
La congrégation de Notre-Dame de Charité du Bon Pasteur (en latin : Congregationis Sororum a Bono Pastore), dite des Sœurs du Bon Pasteur d'Angers, également appelée les Sœurs de Notre-Dame de Charité du Bon Pasteur, est une congrégation religieuse catholique fondée en 1835 par Marie-Euphrasie Pelletier (canonisée par l'Église catholique en 1940), pour venir en aide aux femmes et aux enfants en difficulté.
De 1893 au XXIe siècle, la congrégation suscite des controverses régulières, relatives aux mauvais traitements subis par de jeunes femmes.

## Historique

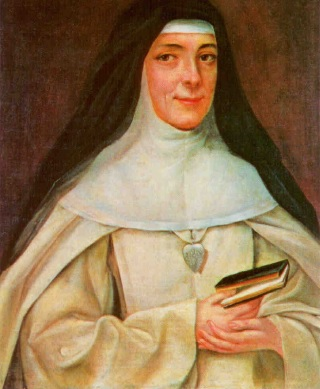
Sainte Marie-Euphrasie Pelletier est la fondatrice de la congrégation des Sœurs de Notre-Dame de Charité du Bon Pasteur (à Angers, France).

Marie-Euphrasie Pelletier est alors mère supérieure de la Maison d'Angers de l'Ordre de Notre-Dame de Charité, dite « du Refuge ». La nouvelle congrégation, dont le nom est choisi en souvenir de l'ancienne Maison de refuge du Bon Pasteur d'Angers, disparue à la Révolution, a l'originalité de se libérer rapidement de la tutelle administrative et spirituelle de l'évêque local et de se placer sous l'autorité pontificale. Elle fonde ses premières maisons dans la France manufacturière à l'aube de la révolution industrielle et forme des jeunes filles de la classe ouvrière pour leur donner un métier. Une branche de femmes repenties (anciennes prostituées ou femmes de mauvaise vie), appelées « Madeleines », vivent en clôture et prient pour la communauté. Dès 1835, Rome demande une vocation d'universalité à cette congrégation. L'encadrement des religieuses du Bon Pasteur est confié très tôt à des religieuses issues de familles de la bourgeoisie libérale ou de l'aristocratie européenne préoccupée du catholicisme social, comme en Allemagne par exemple, avec Bienheureuse Marie du Divin Cœur, née comtesse Droste zu Vischering. Parmi les cinquante novices de 1835, on remarque des jeunes femmes belges, irlandaises, allemandes et juives (les filles converties de l'ancien rabbin Drach, devenu bibliothécaire à la Propaganda Fide). À partir de 1840, la plupart des supérieures hors d'Europe sont issues de familles catholiques de la noblesse allemande hostiles à la montée en puissance de la Prusse protestante. Issues de grandes familles, elles sont parfaitement francophones.

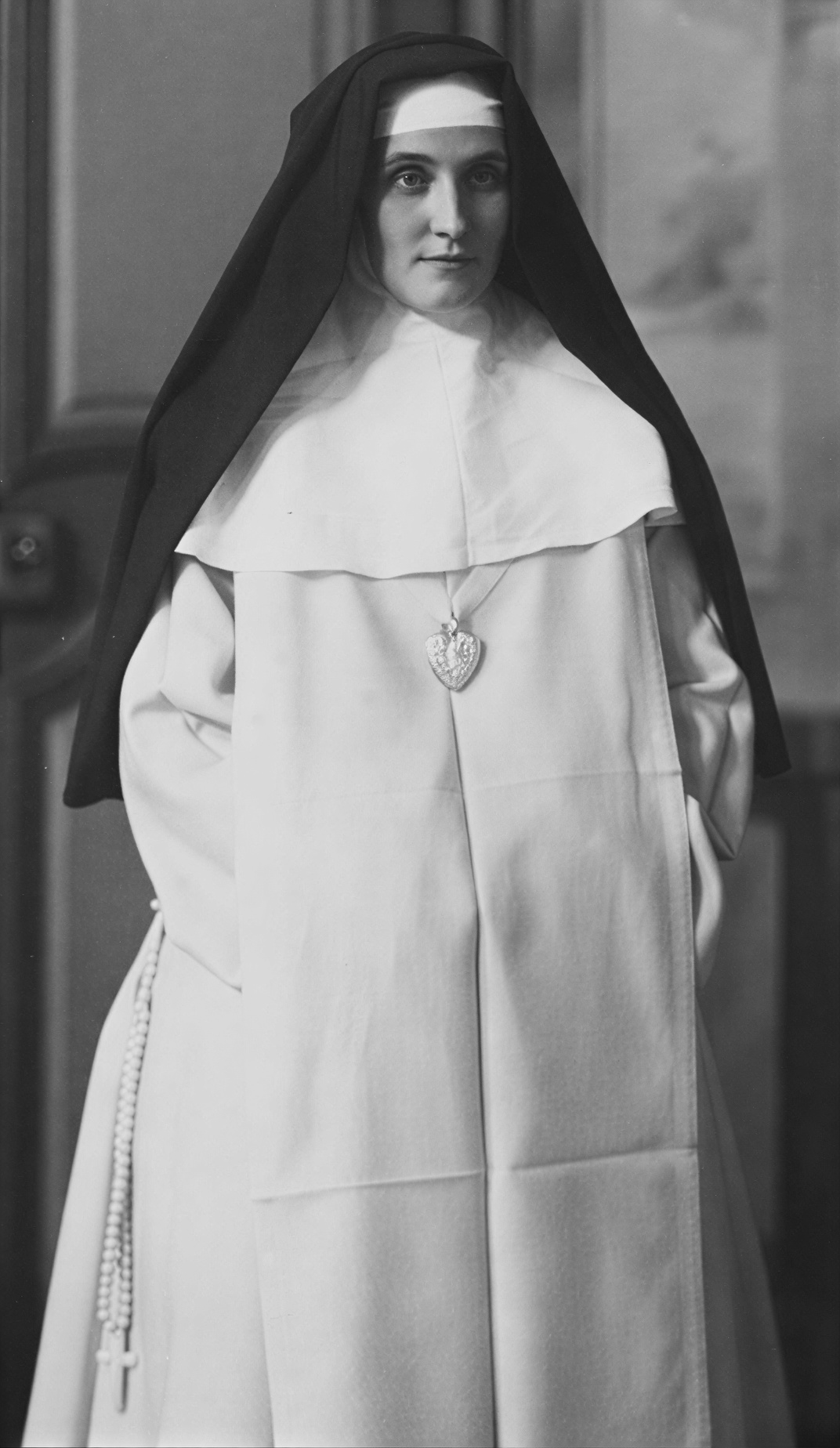
La bienheureuse Marie du Divin Cœur Droste zu Vischering (1863-1899) était une religieuse des Sœurs de la congrégation du Bon Pasteur qui a demandé, au nom du Christ lui-même, au pape Léon XIII qu'il consacre le monde entier au Sacré-Cœur de Jésus.

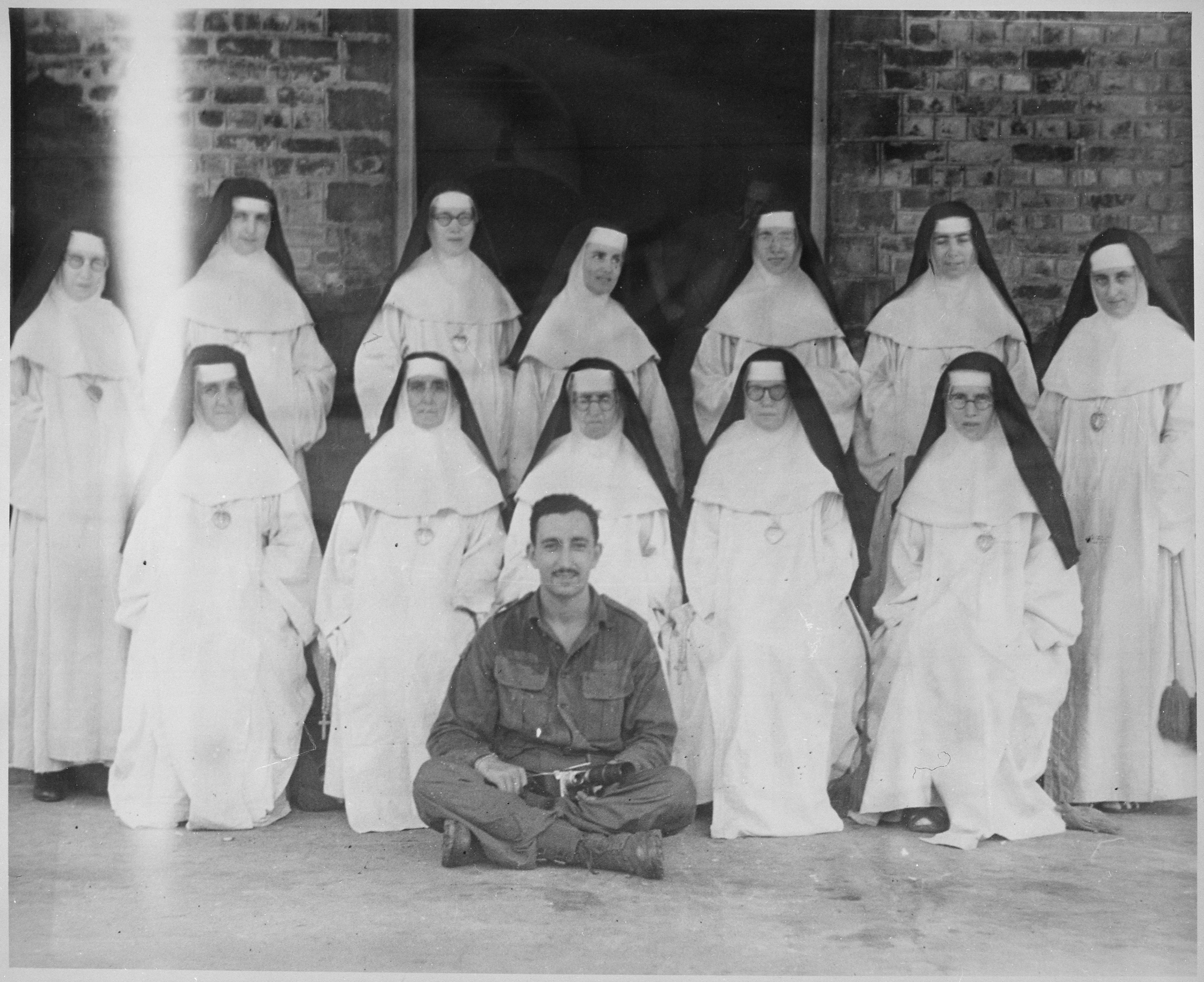
Des religieuses irlandaises du Bon Pasteur internées à Rangoon (Birmanie) durant la Seconde Guerre mondiale.

Lorsqu'elle meurt en 1868, Mère Euphrasie Pelletier laisse 2 067 religieuses professes, 384 novices, 309 tourières (religieuses converses allant à l'extérieur), 972 « Madeleines », 6 372 jeunes filles ou femmes pénitentes accueillies en refuge, 8 483 enfants (en majorité des fillettes) instruits par les religieuses.
La croissance est rapide parallèlement à l'expansion de la révolution industrielle. Les religieuses suivent également la progression de l'Empire britannique et s'y installent en croissant régulièrement.

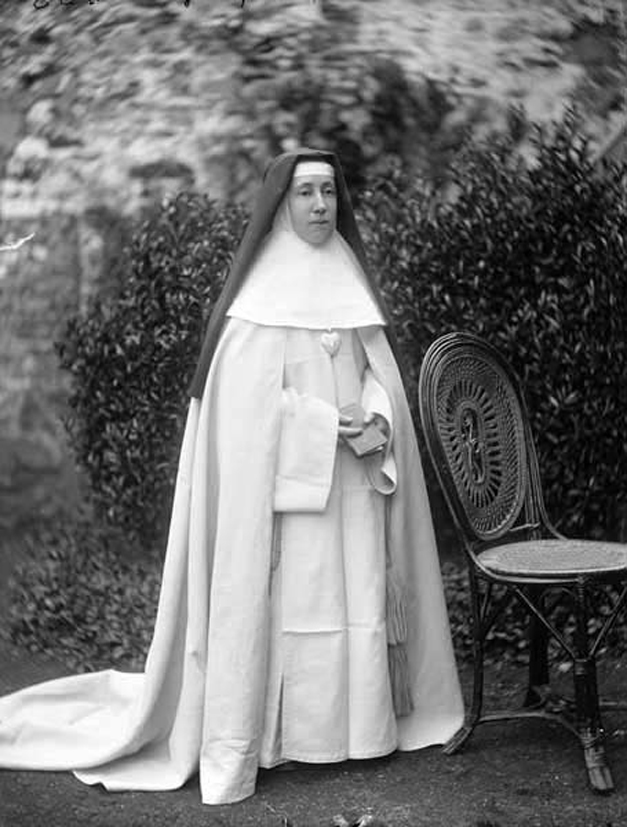
Une Sœur du Bon Pasteur avec l'habit religieux d'origine de la congrégation.

En 1905, le Bon Pasteur regroupe en France 37 maisons, comptant 1 700 religieuses, 700 « Madeleines », 2 700 jeunes filles « pénitentes », 2 600 jeunes filles « préservées ».
Les religieuses de cette congrégation catholique sont aujourd'hui présentes dans soixante-dix pays et seraient au nombre de quatre mille.
La maison-mère est à Angers, et la maison généralice à Rome, depuis 1966.

## Fusion
- 2014 : Ordre de Notre-Dame de Charité fondé par saint Jean Eudes. En 1972, cet institut avait absorbé les filles du Cœur Miséricordieux de Marie.
  - 1972 : Filles du Cœur Miséricordieux de Marie, dites Dames de saint Raphaël fondées le 2 juillet 1891 à Antony par Blanche Frichot (1850-1924) avec l'aide d'Amédée Ferrand de Missol (1805-1883) et du Père eudiste Joseph Dauphin (1841-1912) pour accueillir les mères célibataires abandonnées. Elles s'unissent aux sœurs de Notre Dame de Charité en 1972, mais les sœurs de Colombie préfèrent rester un institut religieux de droit diocésain[6].

## Supérieures générales
- 1835-1868 : Marie de Sainte-Euphrasie Pelletier ;
- 1868-1892 : Marie de Saint-Pierre de Coudenhove ;
- 1892-1905 : Marie-Marine Verger ;
- 1905-1928 : Marie-Domitille Larose ;
- 1928-1940 : Marie de Saint-Jean-de-la-Croix Balzer ;
- 1940-1960 : Marie de Sainte-Ursule Jung ;
- 1960-1973 : Marie de Saint-Thomas-d'Aquin Lee ;
- 1973-1985 : Marie-Bernadette Fox ;
- 1985-1991 : Gema Cadena ;
- 1991-2004 : Liliane Tauvette ;
- 2004-2016 : Bridget Lawlor ;
- 2016-2021 : Ellen Kelly ;
- 2021-(en cours) : Joan Marie Lopez.

## Maltraitances
En France, sous la Troisième République, et jusque dans les années 1970, la congrégation se voit attribuer par l'État et notamment le ministère de la Justice, la mission de rééduquer les « filles de justice », jeunes mineures qui, pour diverses raisons, sont passées devant un juge et sont alors considérées comme « filles difficiles », susceptibles de sombrer dans la délinquance ou la prostitution.
En 1893 commence « l'affaire du Bon Pasteur de Nancy ». Une pupille de 18 ans du nom de Maria Lecoanet, dépose plainte : « elle accuse le Bon Pasteur de l'avoir exploitée au travail et considère que ce sont les trop nombreuses heures passées dans les ateliers du Bon Pasteur qui ont causé la perte de sa vue ». Cette plainte est relayée par l'archevêque de Nancy, Charles-François Turinaz, qui n'hésite pas à critiquer vivement les méthodes des sœurs. C'est dans ce contexte que les journalistes enquêtent et mettent à la Une de leurs journaux les différents échanges épistolaires, les débats à la chambre des députés et les comptes-rendus d'audience relatifs à l'affaire. Finalement, le Bon Pasteur de Nancy ferme ses portes, sur décision de justice, le 26 mars 1903 après plusieurs années de scandale[réf. nécessaire].
Dans le contexte de l'affaire du Bon Pasteur de Nancy, Benjamin Guinaudeau (1858-1939) publie Les crimes des couvents, l'exploitation des orphelins, ouvrage dans lequel il fait état des mauvais traitements et sévices infligés aux jeunes pensionnaires du Bon Pasteur. Sont notamment mis en cause, outre l'établissement de Nancy, ceux d'Angers, du Mans, de Limoges, Annonay, Dole, Loos et Reims. D'autres congrégations du même type sont également mises en cause[réf. nécessaire]. Certaines jeunes filles sont envoyées comme employées dans des familles aisées. En cas de viols par les patrons, elles sont considérées alors comme « aguicheuses et vicieuses ».
Les controverses resurgissent à partir des années 2000. Selon les témoignages de pensionnaires des années 1950 et 1960, de nombreux abus ont été commis au Bon Pasteur : discipline carcérale, agressions physiques, négation du féminin, emprise psychologique sous couvert d'éducation religieuse, isolement.
Les films The Magdalene Sisters et Les Diablesses, tournés en 2002 et 2007 et basés sur des faits réels, montrent cet état de choses[évasif][réf. nécessaire].
Un forum de discussion est ouvert en 2009 où peuvent témoigner les anciennes pensionnaires du Bon Pasteur[source secondaire nécessaire]. Une association d'entraide des anciennes pensionnaires est également fondée en décembre 2020 par Marie-Christine Vennat et Éveline Le Bris. Leurs membres réclament des excuses publiques de la part de la congrégation et du gouvernement français ainsi que des dédommagements qui comprennent la gratuité des soins médicaux et la récupération des points retraite pour le travail effectué gratuitement,.
En novembre 2021, la chaîne de télévision France 3 publie une enquête, de même en janvier 2022, le magazine Le Point qui produit également un documentaire.
En novembre 2022, sort le documentaire Mauvaises filles d'Émérance Dubas, dans lequel témoignent quatre anciennes pensionnaires du Bon Pasteur. À la suite de sa sortie en salle, la congrégation annonce le 9 décembre 2022 la mise en place d'une commission indépendante pour « faire la lumière sur des défaillances » révélées par d'anciennes pensionnaires de maisons d'éducation tenues par des religieuses.
Éveline Le Bris témoigne le 20 mars 2025 devant une commission d'enquête parlementaire constituée à la suite de l'affaire des abus sexuels et violences dans l'institution Notre-Dame de Bétharram. Elle affirme notamment qu'une pensionnaire aurait été mangée par les chiens des religieuses à Nancy et relate, avec d'autres membres de son association, de nombreux autres sévices.

### Note
1. ↑  La réforme de là congrégation de Notre-Dame de Charité proposée par Euphrasie Pelletier dont est issue la nouvelle congrégation Notre-Dame de Charité du Bon Pasteur est approuvée par le pape Grégoire XVI en janvier 1835 : le vote de la congrégation des Réguliers a eu lieu le 9 janvier 1835, le décret est daté du 16 janvier 1835, le bref apostolique du 3 avril 1835[1].

### Filmographie
- 2007 : Les Diablesses, téléfilm diffusée sur France 2.
- 2022 : Mauvaises Filles, film documentaire d'Émérance Dubas sur le sort de jeunes filles placées dans les institutions de la Congrégation de Notre-Dame de la Charité du Bon Pasteur.